# 카를교

카렐교(체코어: Karlův most)는 체코 프라하 블타바강 위에 있는 다리이다. 신성 로마 제국의 황제이자 보헤미아 왕국의 국왕인 카를 4세의 통치 아래 1357년에 건설이 시작되어 1402년에 완성되었다. 1841년까지 프라하 구시가지와 프라하 성 쪽을 잇는 유일한 다리였다. 또한 서유럽 동유럽의 교역 루트로 프라하가 중요한 지위를 차지하게 되었다. 처음에는 단순히 돌다리(Kamenný most)라고 했지만 1870년부터 카렐교로 불리게 되었다. 1841년까지는 프라하에서 블타바 강을 가로지르는 유일한 다리였기 때문에, 프라하 성과 구시가지(스타레메스토)를 잇는 중요한 교통의 요지였다. 이러한 점 때문에 프라하는 서유럽과 동유럽을 잇는 주요 교역 루트로 발전할 수 있었다.
카렐교는 길이 621m, 너비 약 10m로 16개의 아치로 다리 상판이 지탱되고 있다. 3개의 교탑이 카렐교를 지키고 있는데, 이 중 2개는 말라스트라나에 있고, 1개는 스타레메스토(구시가지)에 있다. 구시가지 교탑은 고딕 건축 양식의 진수를 보여준다는 평가를 받는다. 다리 위의 상판은 30개의 조각상으로 장식되어 있는데, 대부분이 바로크 양식으로 만들어졌다. 원래 1700년대에 만들어졌으나, 현재는 레플리카로 다 교체되었다.
카렐교는 얀 네포무츠키(네포무크의 요한) 신부가 대주교와 대립하던 보헤미아의 왕 바츨라프 4세에 의해 처형 당한 장소로서 관광객들이 그가 떨어진 장소에 있는 그의 조각상을 만지며 소원을 비는 곳으로도 유명하다. 특히 정사와 달리, 바츨라프 4세가 아내인 요안나를 의심하였는데 왕비가 얀 네포무츠키 신부에게 고해성사를 한 뒤, 얀 네포무츠키 신부를 불러 아내의 부정을 물었으나, 신부가 입을 다물고, 누군가에게 말한다면 왕의 곁에 있는 개에게만 말하겠다고 한 사건으로 강에 던져졌으나, 한 달 뒤에 부패하지 않은 채로 떠올랐다는 야사가 전해진다. 프라하 곳곳에 이에 관한 그림과 글이 있고, 관광객들은 카렐교 위의 강아지(배우자가 자신에게 충성하길 바라는 소원), 요안나 왕비(프라하로 돌아오겠다는 소원), 네포무츠키 신부 등을 만지며 소원을 빈다.

## 역사
프라하의 오랜 역사를 간직한 카렐교는 많은 역사적 사건과 재난을 겪었다. 체코의 전설에 따르면 카를교는 1357년 7월 9일 오전 5시 31분 카렐 4세가 직접 건설에 쓸 돈을 다리에 놓으면서 건설이 시작됐다고 한다. 이 시간은 카렐 4세에게 매우 중요한 의미를 갖고 있었는데, 수비학의 열혈 신봉자였던 카렐 4세는 팰린드롬(거꾸로 읽어도 같은 말을 의미한다.)을 갖는 1357년 7월 9일 오전 5시 31분 (서양식으로 읽을 경우 1357 9, 7 5:31로 거꾸로 읽어도 같다.)에 착공한다는 것이 카렐교에 강한 힘을 불어넣을 것이라고 생각했다. 카렐교는 그로부터 45년 후인 1402년 완공됐다. 그 후 1432년 홍수로 세 개의 기둥이 손상됐다.

## 사진

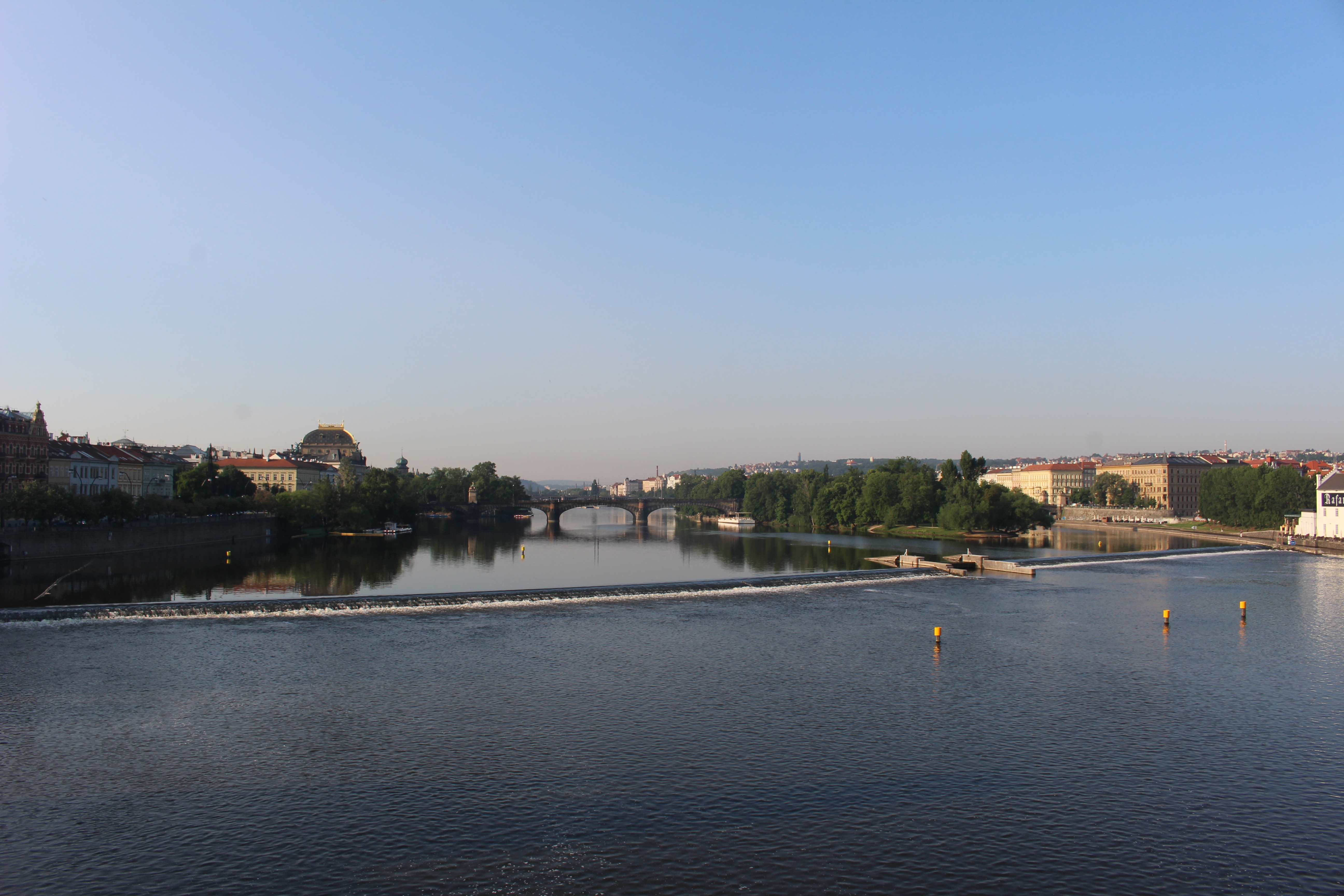
카렐교에서 바라본 블타바강

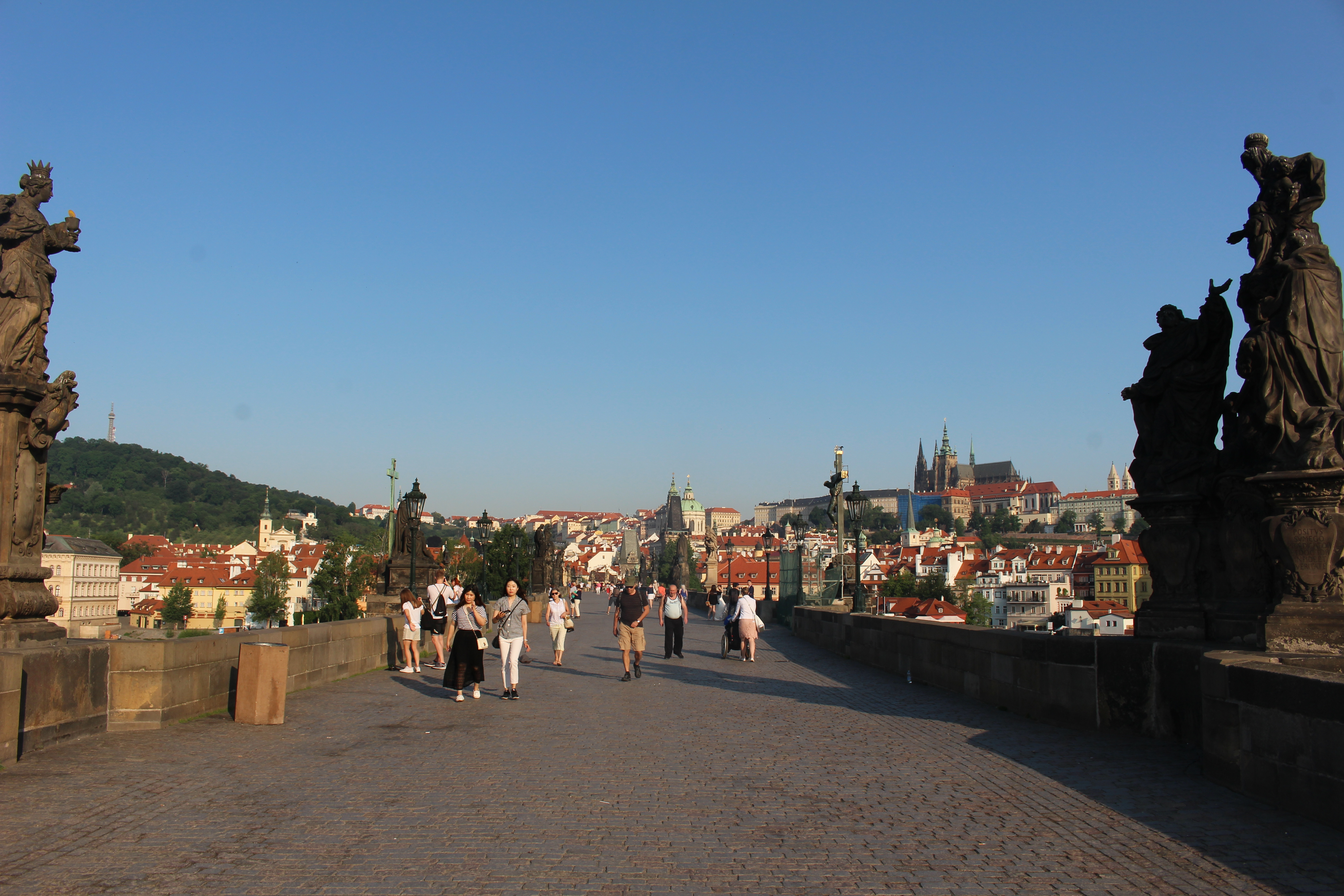
2019년 6월, 카렐교에서 바라본 프라하성

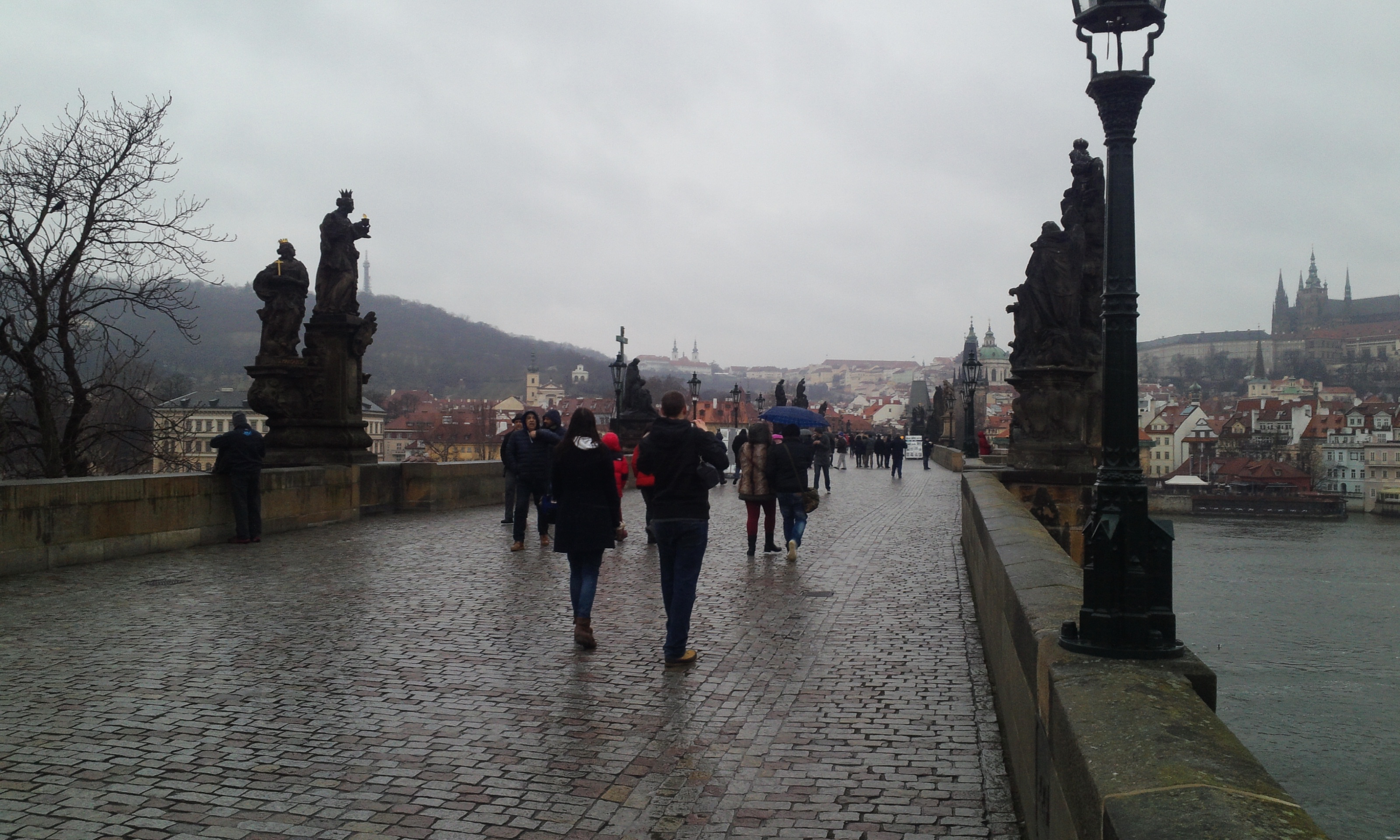
2015년 1월 비내리는 카렐교
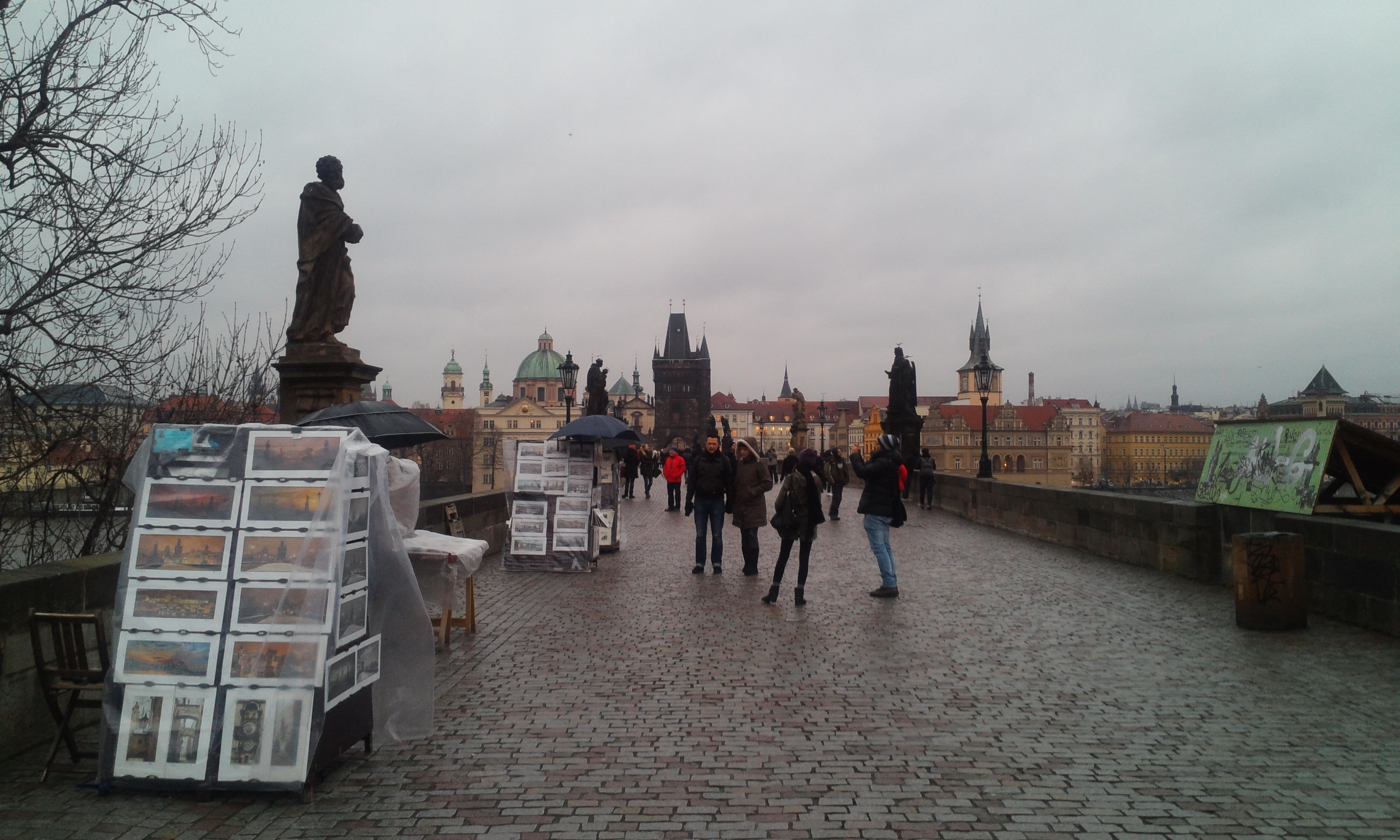
2015년 1월 비내리는 카렐교 (상인들이 미술품을 판매하고 있는 모습)
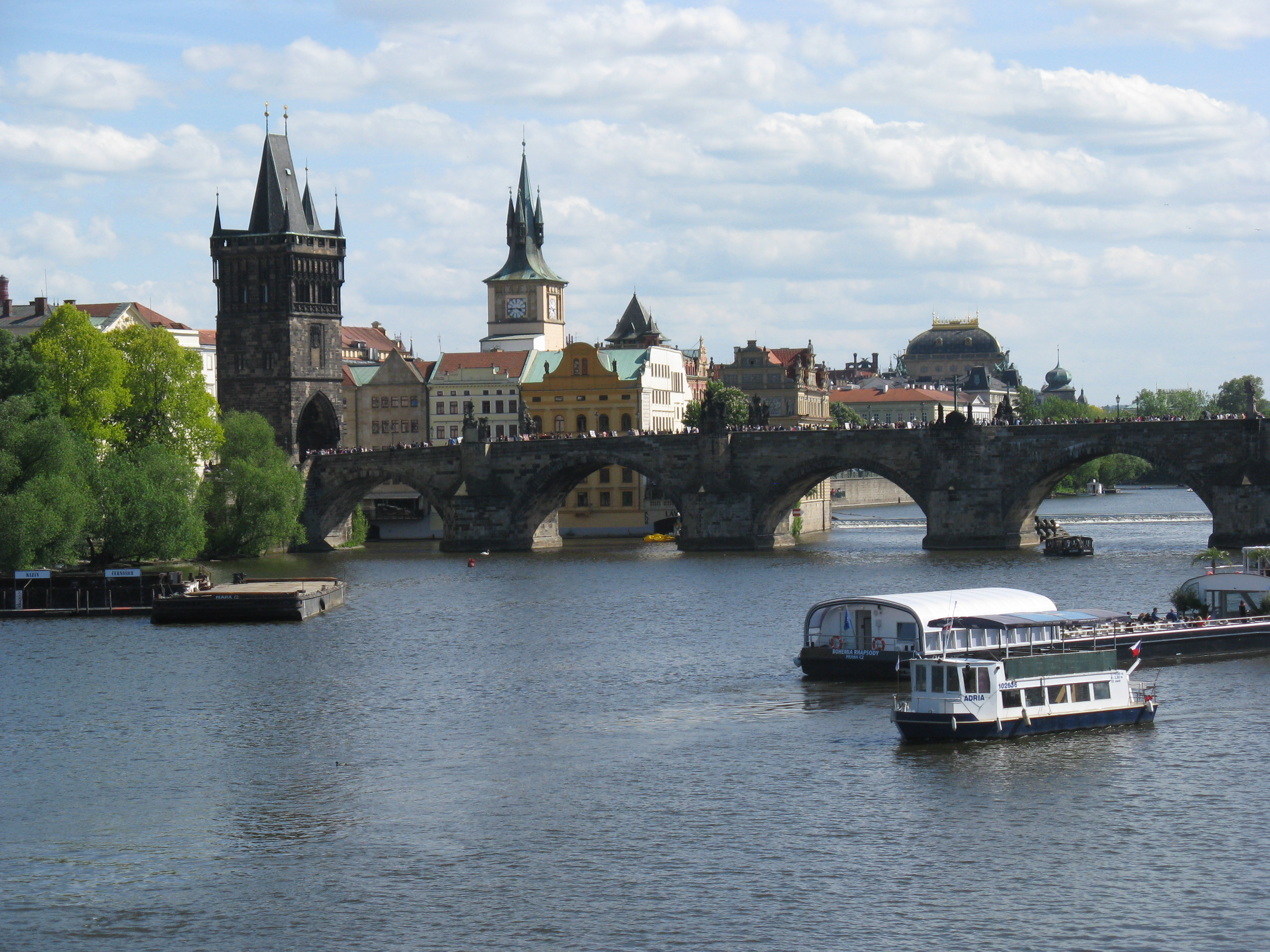
2015년 5월 카렐교와 유람선이 떠있는 블타바 강
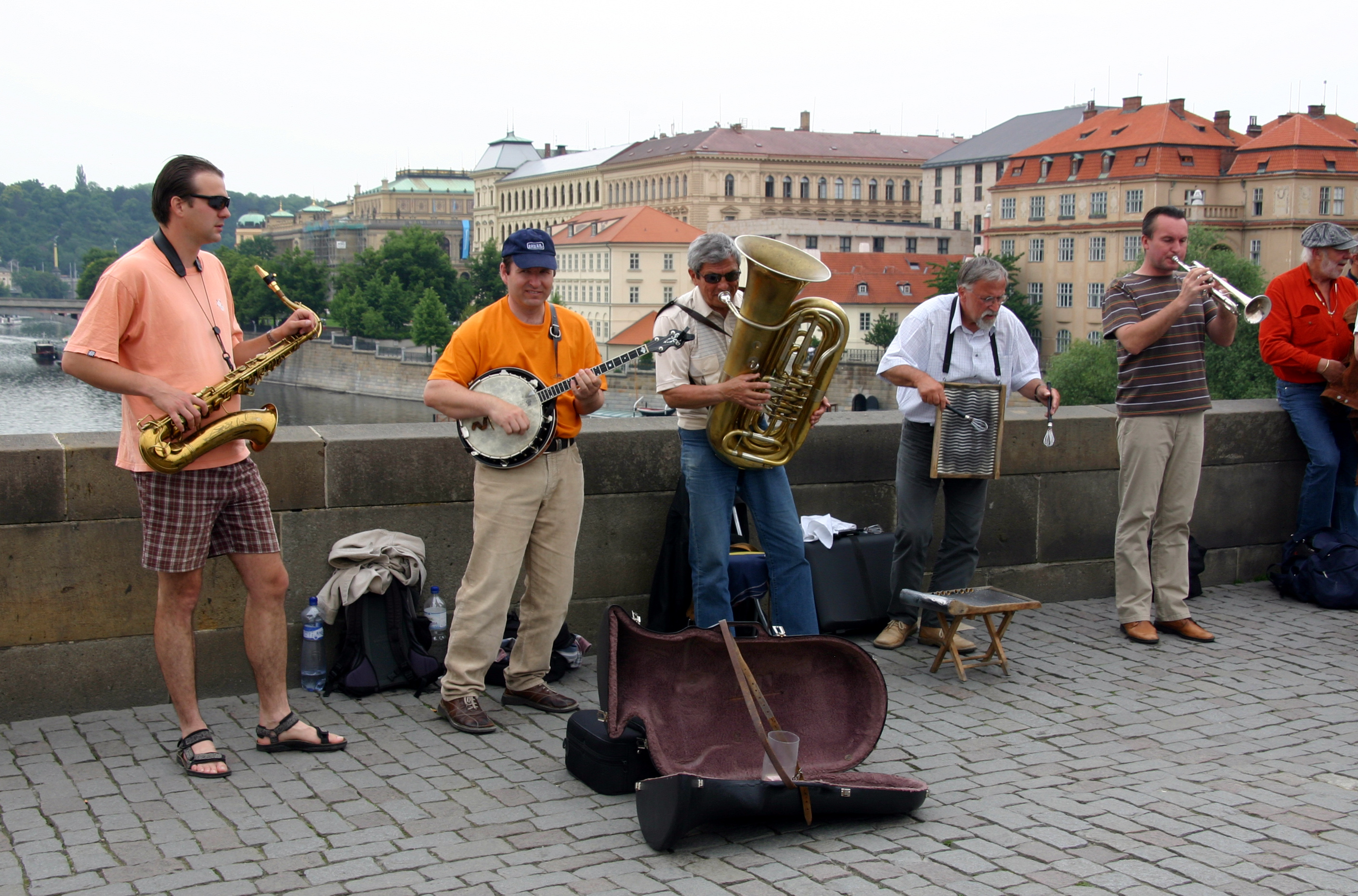
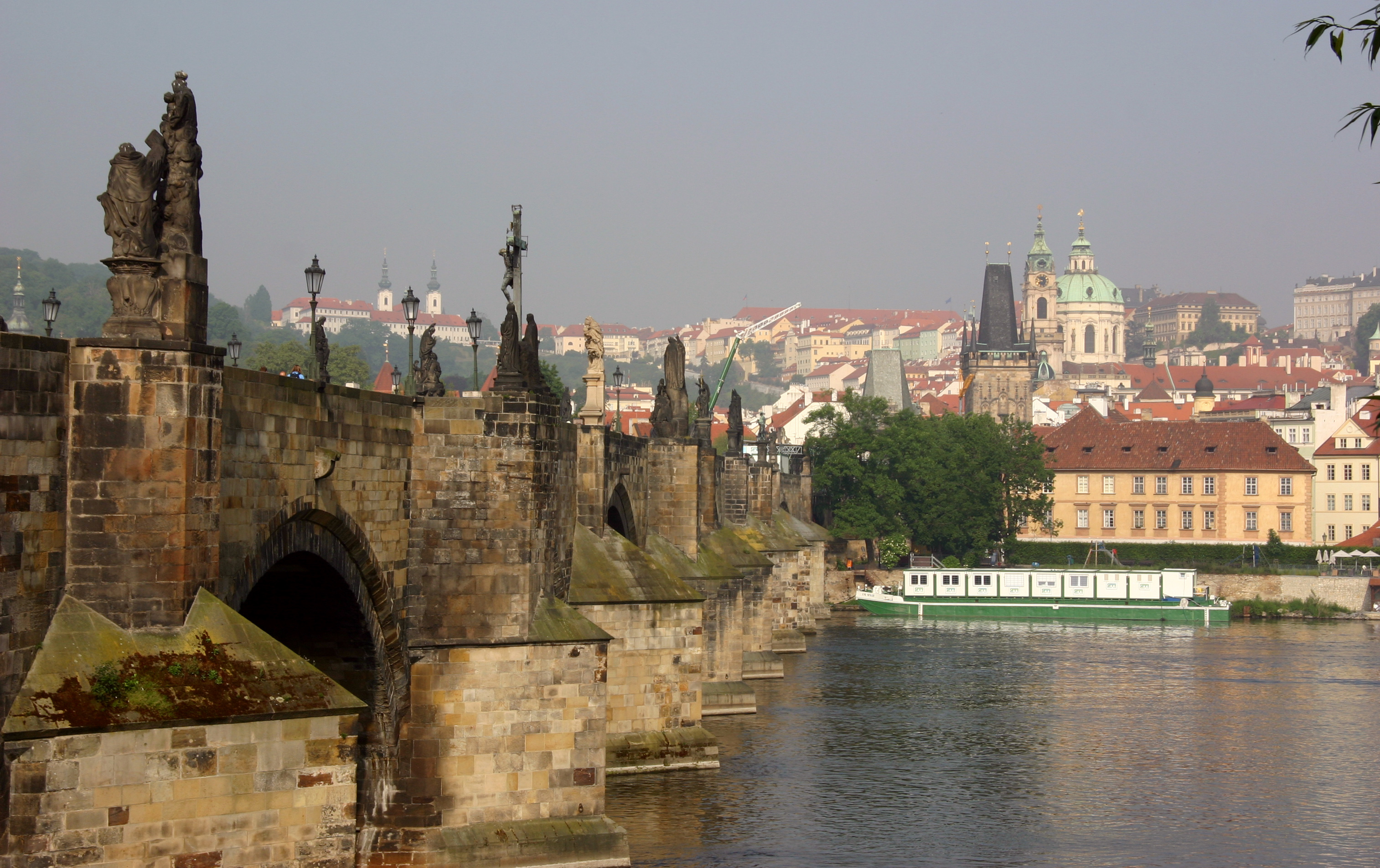
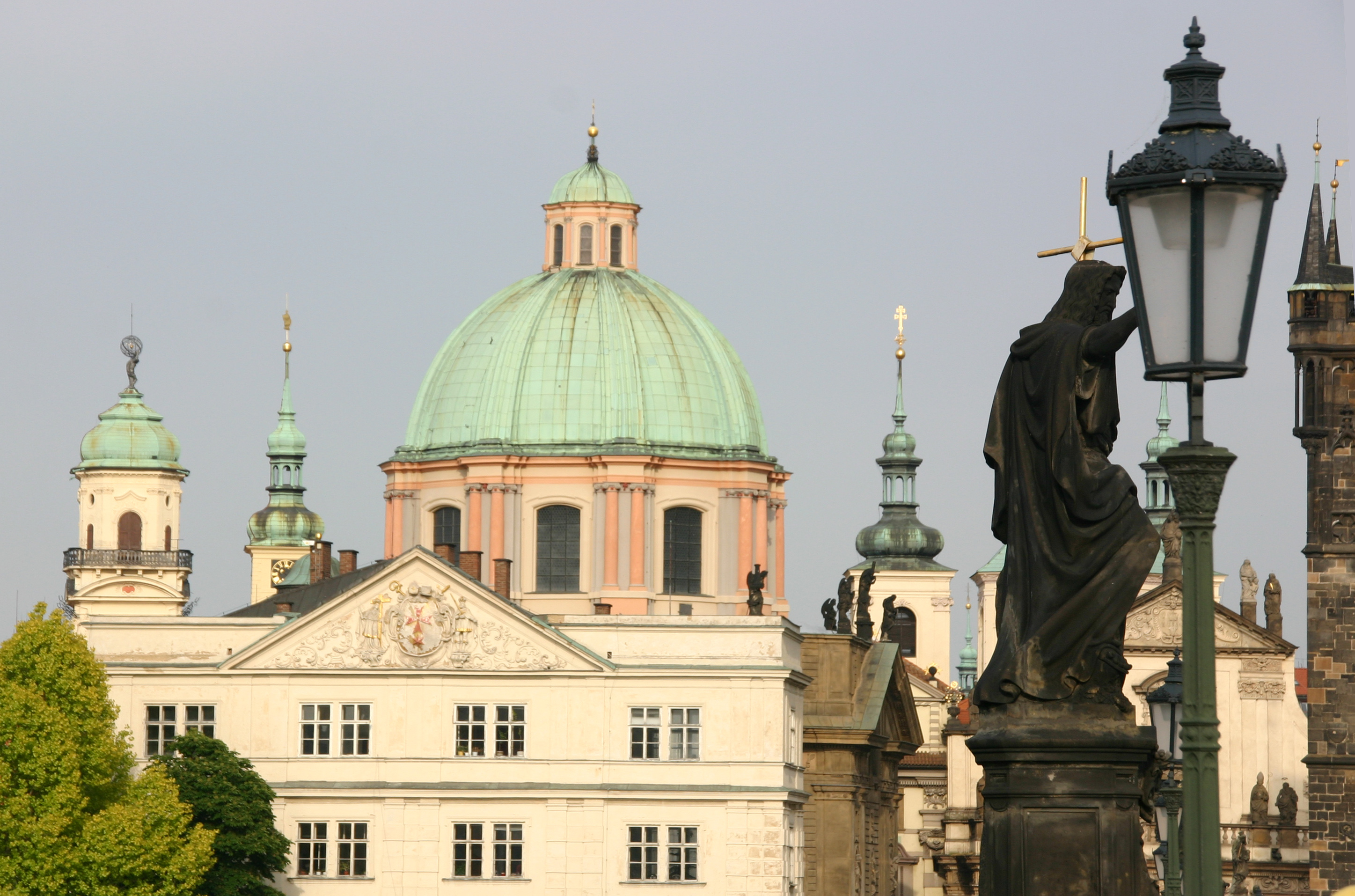